# Philonthus impuncticollis
Philonthus impuncticollis – gatunek chrząszcza z rodziny kusakowatych i podrodziny Staphylininae.
Gatunek ten został opisany w 1932 roku przez Maxa Bernhauera, który jako miejsce typowe wskazał Abimvę w Haut-Uele. W obrębie rodzaju należy do grupy gatunków Philonthus politus. W 2013 roku Lubomír Hromádka dokonał jego redeskrypcji.
Kusak o ciele długości 13,8 mm. Głowa czarna ze smoliście brązowymi głaszczkami, żuwaczkami i czułkami, szersza niż dłuższa i o skroniach prawie dwukrotnie krótszych niż oczy. Czarnobrązowe przedplecze jest tak szerokie jak długie, zaś spiżowe pokrywy nieco szersze niż dłuższe oraz gęsto i drobno punktowane. Odwłok czarnobrązowy. Odnóża smoliście brązowe.
Chrząszcz afrotropikalny, znany wyłącznie z Demokratycznej Republiki Konga.